# بهاریا
بهاریا (به لاتین: Baharia) یک منطقهٔ مسکونی در بنگلادش است که در ناحیه چاندپور واقع شده‌است.